# Michael Preetz
Michael Preetz (Düsseldorf, 17 agosto 1967) è un dirigente sportivo ed ex calciatore tedesco, di ruolo attaccante.

## Carriera

### Club
Dopo aver iniziato a giocare a calcio nelle scuole di Düsseldorf, approdò a 14 anni al Fortuna Düsseldorf e divenne calciatore professionista a 18. Alla sua prima stagione da professionista giocò in Fußball-Bundesliga, in cui la squadra biancorossa si classificò al 17º posto e retrocesse in seconda divisione.
Nel 1990 venne acquistato dal Saarbrücken, squadra di 2. Fußball-Bundesliga. Nel 1992, grazie alla conquista del titolo di capocannoniere della seconda divisione con 16 reti, fu acquistato dal Duisburg, squadra di seconda serie.
Dopo il ritorno in Bundesliga nell'annata 1993-1994, fu ceduto l'anno successivo al SG Wattenscheid 09, in seconda serie.
Nel 1996 andò all'Hertha Berlino, sempre in Zweite Bundesliga. Con la squadra della capitale conquistò la promozione in Bundesliga, il titolo di capocannoniere nel 1998-1999 e la Coppa di Lega tedesca nel 2001 e nel 2002.
Terminò la carriera nel 2003, diventando poi dirigente dell'Hertha Berlino.

### Nazionale
Con la Germania collezionò 7 presenze e 3 reti e partecipò alla Confederations Cup 1999.

## Palmarès

### Club

#### Competizioni nazionali
- Campionato tedesco di seconda divisione: 1

Saarbrücken: 1991-1992 (girone sud)
- Coppa di Lega tedesca: 2

Hertha Berlino: 2001, 2002

### Individuale
- Capocannoniere della Bundesliga: 1

1998-1999 (23 gol)

## Statistiche

### Cronologia presenze e reti in nazionale
| Cronologia completa delle presenze e delle reti in nazionale ― Germania | Cronologia completa delle presenze e delle reti in nazionale ― Germania | Cronologia completa delle presenze e delle reti in nazionale ― Germania | Cronologia completa delle presenze e delle reti in nazionale ― Germania | Cronologia completa delle presenze e delle reti in nazionale ― Germania | Cronologia completa delle presenze e delle reti in nazionale ― Germania | Cronologia completa delle presenze e delle reti in nazionale ― Germania | Cronologia completa delle presenze e delle reti in nazionale ― Germania |
| Data                                                                    | Città                                                                   | In casa                                                                 | Risultato                                                               | Ospiti                                                                  | Competizione                                                            | Reti                                                                    | Note                                                                    |
| ----------------------------------------------------------------------- | ----------------------------------------------------------------------- | ----------------------------------------------------------------------- | ----------------------------------------------------------------------- | ----------------------------------------------------------------------- | ----------------------------------------------------------------------- | ----------------------------------------------------------------------- | ----------------------------------------------------------------------- |
| 6-2-1999                                                                | Jacksonville                                                            | Stati Uniti                                                             | 3 – 0                                                                   | Germania                                                                | Amichevole                                                              | -                                                                       |                                                                         |
| 9-2-1999                                                                | Miami                                                                   | Colombia                                                                | 3 – 3                                                                   | Germania                                                                | Amichevole                                                              | 2                                                                       | Ammonizione                                                             |
| 27-3-1999                                                               | Belfast                                                                 | Irlanda del Nord                                                        | 0 – 3                                                                   | Germania                                                                | Qual. Euro 2000                                                         | -                                                                       | 78’                                                                     |
| 24-7-1999                                                               | Guadalajara                                                             | Brasile                                                                 | 4 – 0                                                                   | Germania                                                                | Conf. Cup 1999 - 1º turno                                               | -                                                                       | 71’                                                                     |
| 28-7-1999                                                               | Guadalajara                                                             | Germania                                                                | 2 – 0                                                                   | Nuova Zelanda                                                           | Conf. Cup 1999 - 1º turno                                               | 1                                                                       |                                                                         |
| 30-7-1999                                                               | East Rutherford                                                         | Stati Uniti                                                             | 2 – 0                                                                   | Germania                                                                | Conf. Cup 1999 - 1º turno                                               | -                                                                       |                                                                         |
| 26-4-2000                                                               | Kaiserslautern                                                          | Germania                                                                | 1 – 1                                                                   | Svizzera                                                                | Amichevole                                                              | -                                                                       | 46’                                                                     |
| Totale                                                                  |                                                                         | Presenze                                                                | 7                                                                       |                                                                         | Reti                                                                    | 3                                                                       |                                                                         |